# Mouvement Pashtun Tahafuz
Le mouvement Pashtun Tahafuz (PTM) (en pachto : پښتون ژغورنې غورځنګ ; en français : mouvement de protection des Pachtounes) est un mouvement pakistanais de défense des droits des Pachtounes principalement actif dans la province de Khyber Pakhtunkhwa. Il a été fondé en mai 2014 à Dera Ismail Khan par des étudiants et est alors connu sous le nom de mouvement Mahsud Tahafuz. Il change de nom et prend nettement de l'importance en janvier 2018, obtenant même une médiatisation internationale et est parfois qualifié de « printemps pachtoune ».
Le mouvement demandait d'abord le déminage des zones concernées par le conflit du Nord-Ouest du Pakistan, dans la province de Khyber Pakhtunkhwa et surtout les régions tribales. À partir de janvier 2018, le mouvement proteste surtout pour les droits des Pachtounes, dénonce les exécutions extrajudiciaires menées par les forces de sécurité et demande la présentation des personnes disparues soupçonnées d'être détenues en secret par l'armée. 
Bien qu'apolitique, deux députés du mouvement sont élus sous une étiquette indépendante lors des élections législatives de 2018. 

## Fondation et émergence

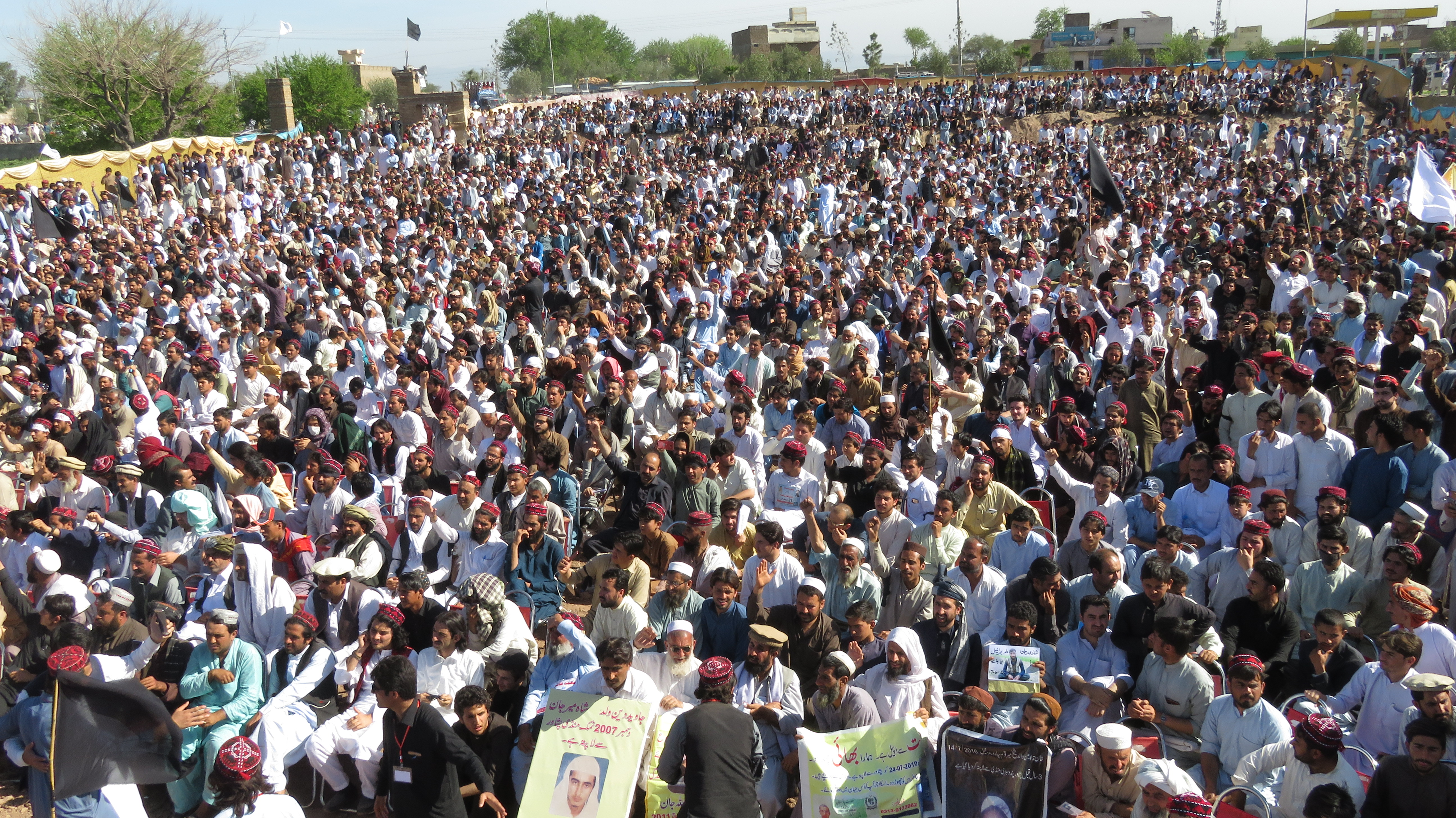
Rassemblement au Waziristan, en 2018.

Le mouvement « Mahsud Tahafuz » (protection des Mehsud en pachto, une tribu pachtoune) est fondé en mai 2014 par huit étudiants pachtounes à l'université Gomal de Dera Ismail Khan. Le groupe demande alors le déminage des zones concernées par l'insurrection islamiste du Nord-Ouest, qui oppose l'armée aux talibans pakistanais dans la province de Khyber Pakhtunkhwa et surtout les régions tribales, particulièrement au Waziristan.
Longtemps marginal, le mouvement émerge après l'assassinat par la police le 13 janvier 2018 à Karachi de Nageebullah Mehsud, mannequin de 27 ans originaire du Waziristan. Il organise alors plusieurs manifestations et sit-in dans les grandes villes du pays et demande le respect des droits des Pachtounes, groupe ethnique représentant 15 % de la population du pays et victime de discriminations car souvent accusé d'être lié à l’insurrection islamiste menée par le Tehrik-e-Taliban Pakistan (TTP), ou plus largement soupçonné de volontés séparatistes. Le mouvement demande notamment la fin des exécutions sommaires régulièrement pratiquées par les forces de sécurité et exige que l'armée présente devant la justice les personnes qu'elle est soupçonnée détenir en secret. Plusieurs figures du mouvement émergent alors, dont Manzoor Ahmad Pashteen qui en devient le président. 

## Actions et répression

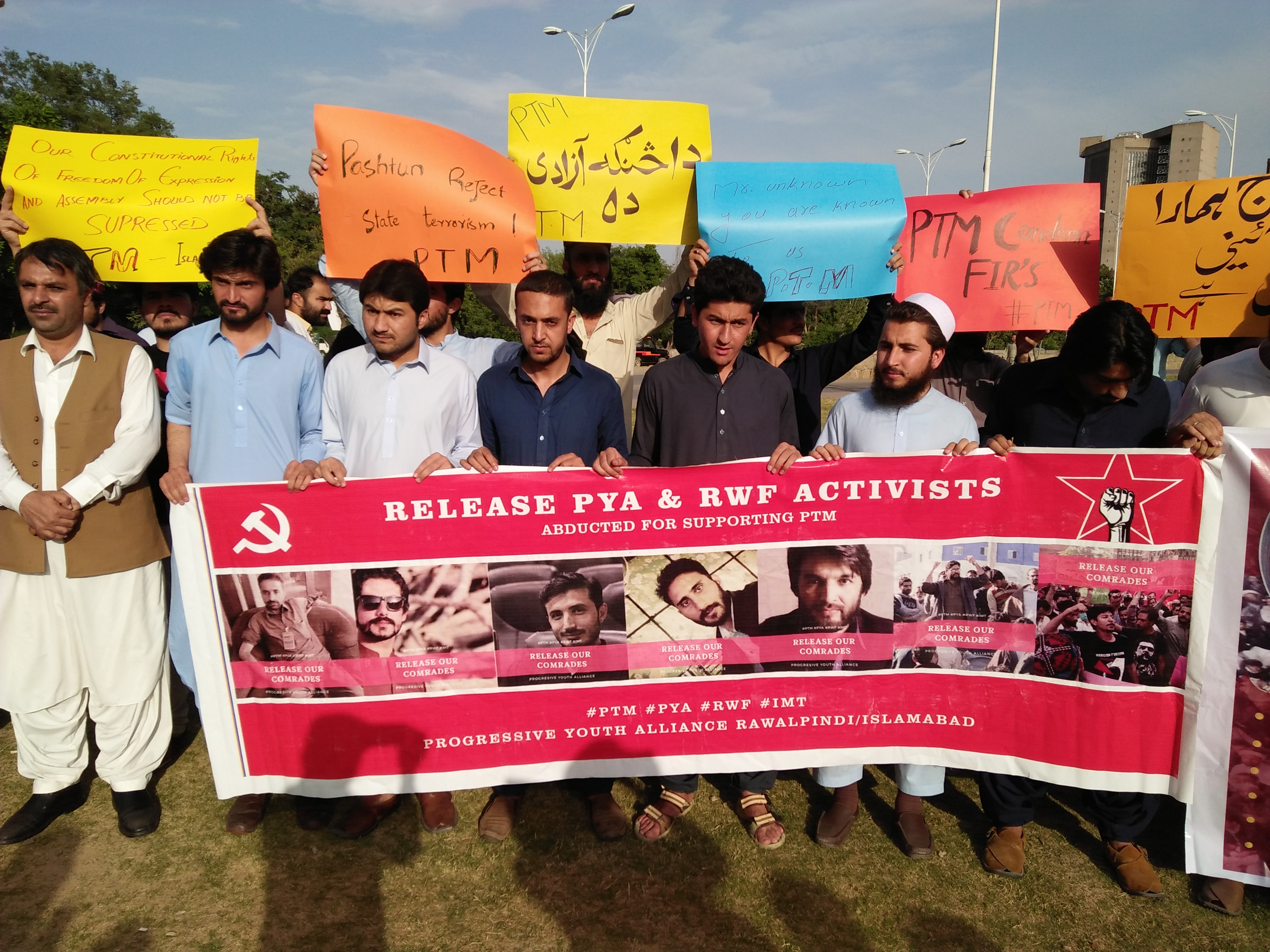
Manifestation du PTM demandant la libération d'opposants à Islamabad.

Le 26 janvier 2018, le mouvement mène une longue marche reliant Dera Ismail Khan à Peshawar puis se terminant par un sit-in de milliers de manifestants à Islamabad le 1er février. Des centaines de membres du mouvement ont également attaqué et brulé un bureau alléguè des talibans à Dera Ismail Khan sous le cri « mort aux bons talibans », expression faisant référence aux groupes alliés avec l'armée pakistanaise, par opposition aux « mauvais talibans » du TTP que l'armée combat dans le conflit susmentionné. Les talibans ainsi visés par le mouvement sont accusés de s'en prendre à la population du Waziristan tout en bénéficiant de l'impunité offerte par l'armée. 
Le mouvement est alors largement ignoré par les médias pakistanais et semble même dépasser les mouvements pro-Pachtounes traditionnels, comme le Parti national Awami qui expulse Afrasiab Khattak, un de ses membres importants, pour son soutien au mouvement. 
Alors que des milliers de membres du mouvement ont été arrêtés par les forces de sécurité, la répression la plus violente a lieu le 26 mai 2019 à Kharqamar, dans le Waziristan du Sud, quand treize membres du mouvement sont tués par l'armée dans des circonstances contestées. Les deux députés du mouvement sont placés en détention dans les jours suivants. Le 2 mai 2020, un autre membre important du mouvement, Arif Wazir, est assassiné par des inconnus.

## Représentation

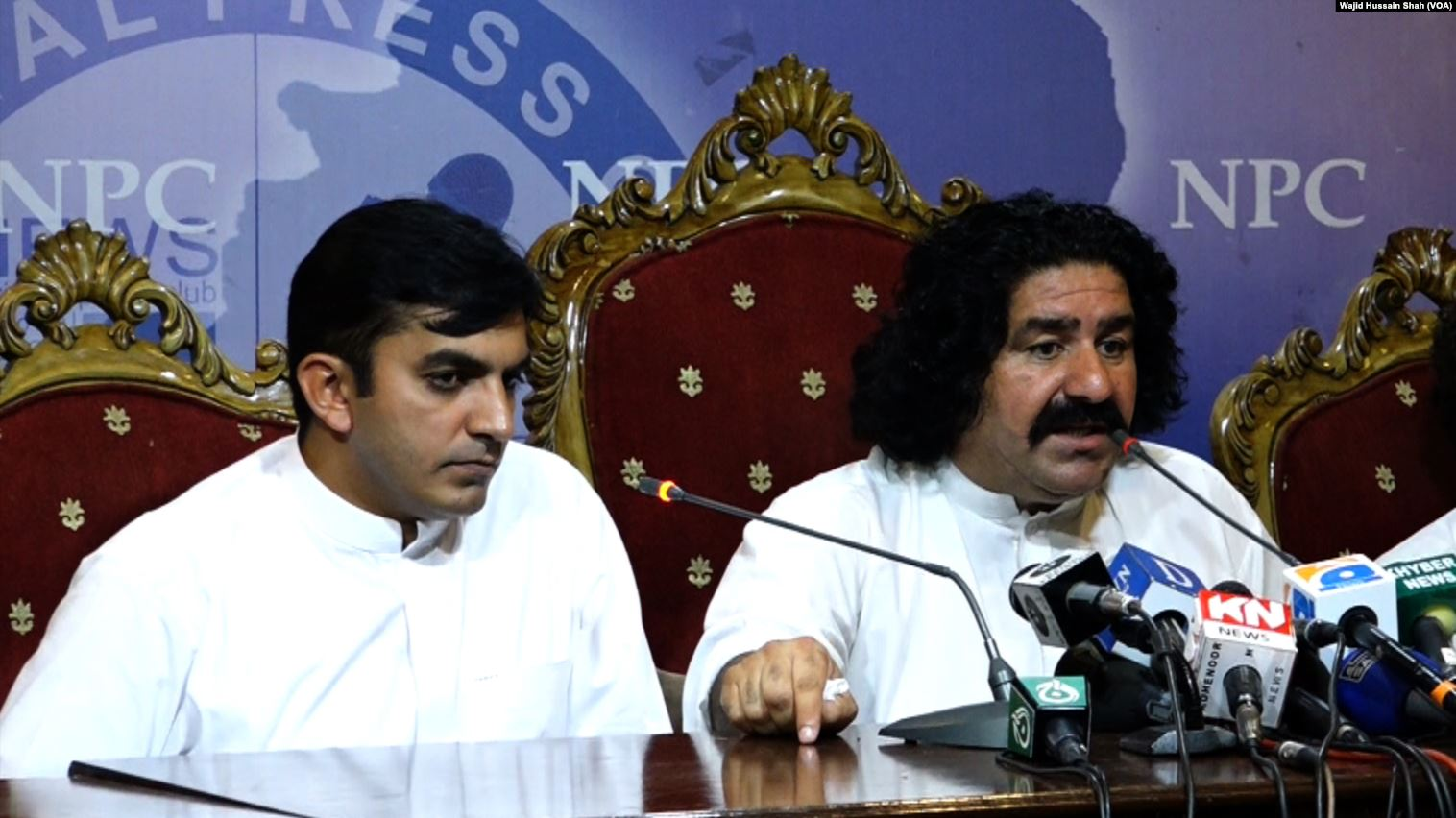
Les députés fédéraux Mohsin Dawar et Muhammad Ali Wazir.

Lors des élections législatives du 25 juillet 2018, les candidats sans étiquettes Muhammad Ali Wazir et Mohsin Dawar, membres du mouvement, sont élus députés du Waziristan à l'Assemblée nationale. Le mouvement pachtoune remporte ainsi deux des trois sièges en jeu dans cette région,,. 
Invité en septembre 2020 par le Parti du peuple pakistanais à rejoindre le Mouvement démocratique pakistanais, une coalition s'opposant au pouvoir, le PTM en est toutefois rapidement exclu sous pression de ses rivaux électoraux comme la Jamiat Ulema-e-Islam et le Pashtunkhwa Milli Awami, notamment sous le motif qu'il n'est pas un parti politique enregistré. L'organisation pachtoune continue toutefois de soutenir la coalition sans y participer,.